# Alsodes barrioi
Az Alsodes barrioi a kétéltűek (Amphibia) osztályának békák (Anura) rendjébe és az Alsodidae családba tartozó faj.

## Előfordulása
Az Alsodes barrioi Chile endemikus faja, csak egyetlen területen, a Malleco tartománybeli Cordillera de Nahuelbuta hegységben honos, ahol jelentős számban fordul elő. Ezek a békák hegyi patakok közelében, farönkök vagy kövek alatt találhatók meg. A környező növényzet jellemzően Nothofagus dombeyi és chilei araukária (Araucaria araucana). Élőhelyét betelepített fenyőfajokkal erdősítik, az erdőgazdálkodási, fakitermelési tevékenység drámai következményekkel járhat a faj szaporodásához szükséges patakokra.